# Ismeniae Fossae
Ismeniae Fossae és una estructura geològica del tipus fossa a la superfície de Mart, situada amb el sistema de coordenades planetocèntriques a 43.62 ° de latitud N i 41.57 ° de longitud E. Fa 286.91 km de diàmetre. El nom va ser fet oficial per la UAI l'any 1982 i pren el nom d'una característica d'albedo localitzada a 40 ° de latitud N i 333 ° de longitud O.